# 理查德·欧文
理查·歐文爵士，KCB，FMRS，FRS（1804年7月20日—1892年12月18日），19世纪英国生物学家、比較解剖學家與古生物學家，皇家学会成員，曾對許多脊椎动物進行命名與分類，因在1842年創造了“恐龙”（拉丁原文：Dinosauria，意為“恐怖的蜥蜴”）一詞而聞名。

## 生平簡介

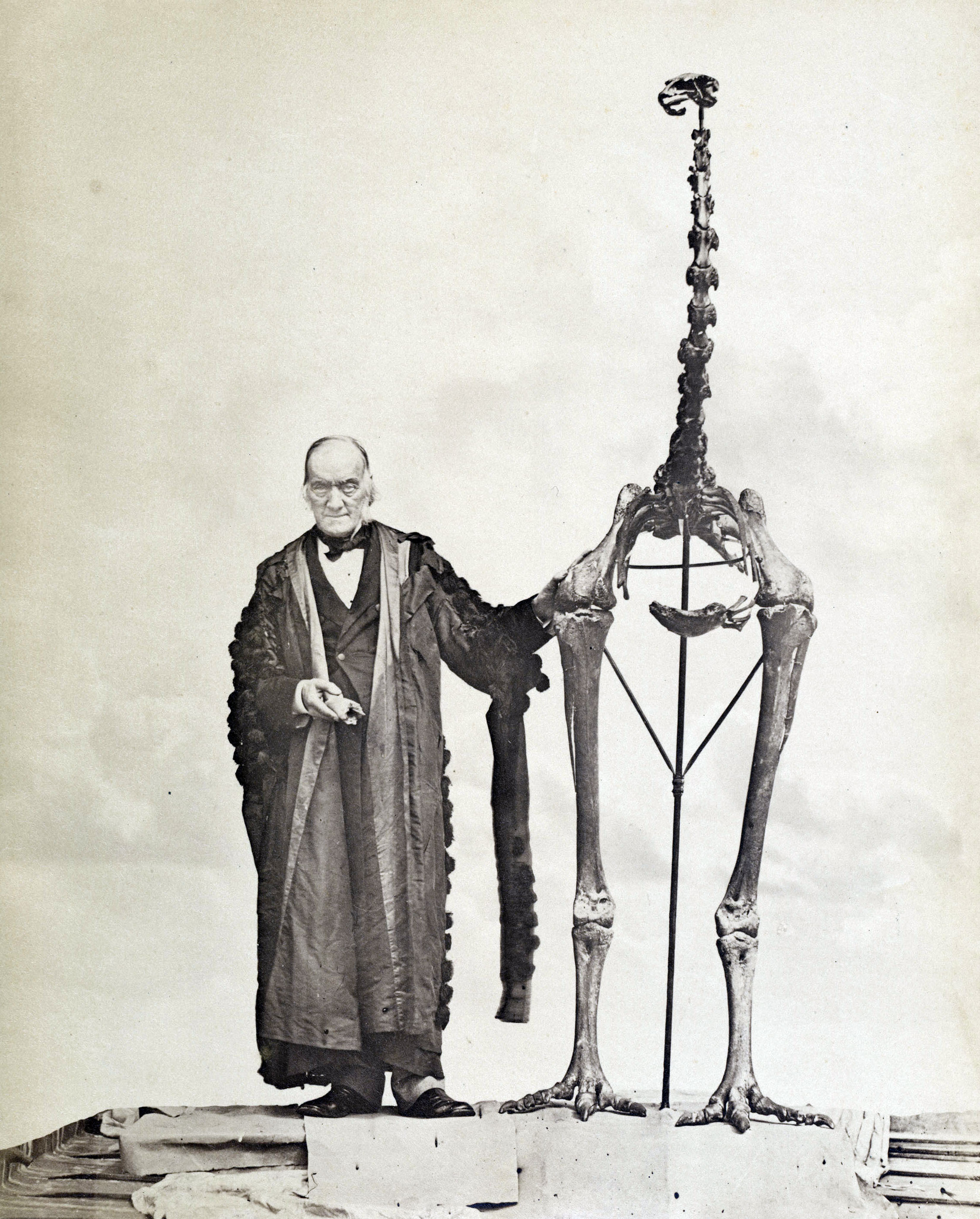
理查·歐文與北方巨恐鳥（Dinornis novaezealandiae）的骨架

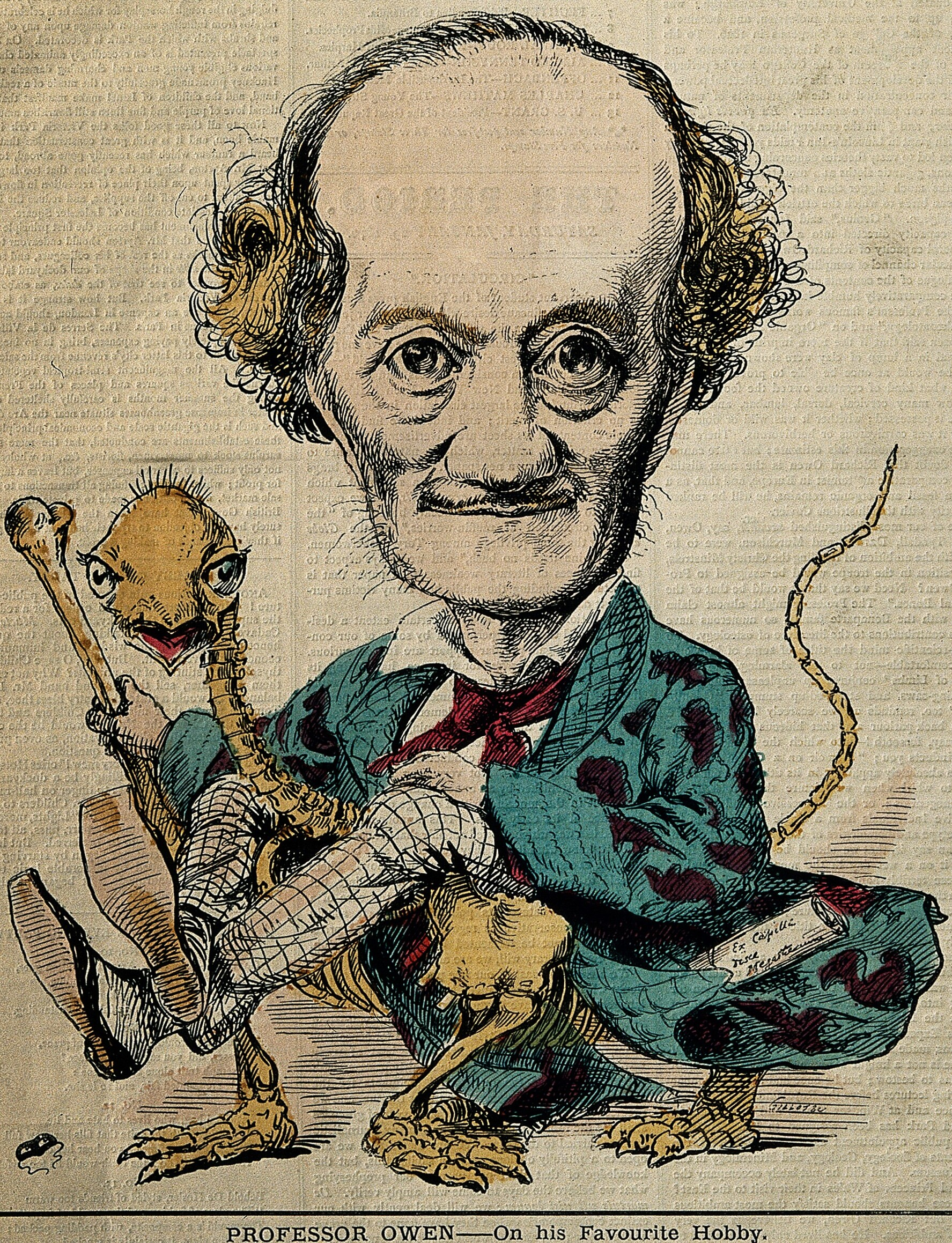
1870.

理查·歐文以其在古生物学與生物学的貢獻聞名，並與英國王室關係良好，於1855年至1884年間長期任職大英博物馆，期間大力蒐羅生物標本及化石，促成大英博物馆自然史分館（今倫敦自然史博物館）在1881年創立，因此獲頒二等榮譽勳章。退休後居於維多利亞女王御賜的莊園度過晚年。但在另一方面，歐文卻也因心胸狹窄、不遺餘力排除異己而飽受爭議，其曾惡意地竊佔恐龙發現者吉迪恩·曼特爾的學術成就與發現，惡意地在曼特爾去世後稱其為「平庸的科學家」。同時由於本身虔誠的天主教信仰，歐文對達爾文的演化論深惡痛絕，利用其擁有的資源對達氏及其著作《物种起源》展開長達30年的論戰及攻訐。晚年時，由於多件竊佔研究與妨礙他人研究的惡行曝光，歐文被皇家学会取消其成員資格。